# NGC 4798
NGC 4798 est une galaxie lenticulaire (intermédiaire ?) située dans la constellation de la Chevelure de Bérénice. Sa vitesse par rapport au fond diffus cosmologique est de 8 115 ± 19 km/s, ce qui correspond à une distance de Hubble de 119,7 ± 8,4 Mpc (∼390 millions d'al). NGC 4798 a été découverte par l'astronome germano-britannique William Herschel en 1785. Cette galaxie a aussi été observée par l'astronome allemand Heinrich Louis d'Arrest le 21 avril 1865 et elle a été inscrite au New General Catalogue sous la désignation NGC 4797.
À ce jour, deux mesures non basées sur le décalage vers le rouge (redshift) donnent une distance de 100,550 ± 20,435 Mpc (∼328 millions d'al), ce qui est à l'intérieur des valeurs de la distance de Hubble. Notons cependant que c'est avec la valeur moyenne des mesures indépendantes, lorsqu'elles existent, que la base de données NASA/IPAC calcule le diamètre d'une galaxie et qu'en conséquence le diamètre de NGC 4798 pourrait être d'environ 50,1 kpc (∼163 000 al) si on utilisait la distance de Hubble pour le calculer.